# Panické Dravce
Panické Dravce (węg. Panyidaróc) – wieś (obec) na Słowacji położona w kraju bańskobystrzyckim, w powiecie Łuczeniec. Pierwsze wzmianki o miejscowości pochodzą z roku 1573.
Według danych z dnia 31 grudnia 2012, wieś zamieszkiwało 747 osób, w tym 381 kobiet i 366 mężczyzn.
W 2001 roku rozkład populacji względem narodowości i przynależności etnicznej wyglądał następująco:
- Słowacy – 52,13%,
- Czesi – 0,55%,
- Polacy – 0,14%,
- Romowie – 0,82%,
- Węgrzy – 46,09%.

Ze względu na wyznawaną religię struktura mieszkańców kształtowała się w 2001 roku następująco:
- katolicy rzymscy – 78,33%,
- grekokatolicy – 0,27%,
- ewangelicy – 4,25%,
- prawosławni – 0,14%,
- ateiści – 5,76%,
- nie podano – 0,14%.